# علي الغربي
مدينة علي الغربي هي مدينة عراقية ومركز قضاء علي الغربي في محافظة ميسان جنوب شرق العراق. تقع بالقرب من الحدود العراقية الإيرانية وسكان مركز هذه المدينة خليط من الاكراد الفيليه والعرب إضافة إلى العشائر العربية المنتشرة على اطراف المدينة منذ تأسيسها
و بعد سيطرة نظام حزب البعث على مقاليد السلطة في العراق تم اتباع سياسة ممنهجة شملت كل البلاد ولم تسلم منها علي الغربي حيث قام صدام بتهجير الاكراد من هذه المدينة بسياسة التعريب المتبعه من قبل النظام البعثي
فأسقط على الاكراد الساكنين في هذه المدينة الجنسية العراقية واعتبرهم تبعيه ايرانيه على الرغم من كونهم من السكان الاصليين وليست لهم صلات واضحة تربطهم بإيران

## التسمية
هنالك عدة تسميات اطلقت على هذه المدينة منها:-
- المنصورة :-

سميت قديما بالمنصورة وهي المنطقة الممتدة من ذرايا الكوت وحتى مدينة المذار التاريخية في قضاء قلعة صالح 60 كم جنوب مدينة العمارة اسسها الحجاج بن يوسف الثقفي وسكنتها القبائل العربية وتوجد أماكن اثرية تعود إلى تلك الحقبة التاريخية منها فم الصلح وفليفلة والصروط ونهر المبروك ونهر كليب 
- علي الغربي :-

نسبة إلى السيد أبي الحسن علي الذي يدعى غرابًا بن يحيى المدعو عنبرًا بن أبي القاسم علي بن أبي البركات محمد بن أبي جعفر أحمد بن صاحب دار الصخر محمد بن زيد بن علي الحماني بن محمد بن أبي عبد الله جعفر الشاعر الخطيب بن محمد بن زيد الشهيد بن علي بن الحسين بن علي بن أبي طالب.
وسمي الغرابي بالغربي تمييزًا له من علي الشجري الذي سمي هو الآخر الشرقي.
وقيل بأنه قد اشرف على ثورة في الكوفة واستشهد.
ويوجد مرقده على جانب دجلة على مسافة 1 كم من مركز القضاء ومنه اخذت المدينة اسمها والذي اشتهرت به.
قال ابن عنبة في عمدة الطالب في أنساب آل أبي طالب: فأعقب أبو الحسن علي غراب بن يحيى، من رجلين زيد ويحيى أما زيد فيقال لولده بنو غراب وأما يحيى فأعقب عليّا يلقب اللميس؛ به يعرف ولده وهم بالمشهد الغروي.
قال محمد حرز الدين في كتابه مراقد المعارف: وكان أولاده وأحفاده قديماً يعرفون (بنو غراب) وفي حدود منتصف القرن الثالث عشر الهجري، اشتهر من ينتمي إليه بنسب ب (السادة الغرابات)
وهم في العراق كثيرون في الدجلة والفرات أرباب مواشي ومزارعين. قلت:
وليس بنو غربان منهم في نسب. وحدثني بعض المعاصرين من أهل الخبرة وتتبع الآثار أنه وجدت صخرة قديمة على دكة قبره في التعمير المتأخر مكتوب عليها "هذا قبر أبو الحسن علي الغراب".

## الجغرافية والطبيعة
يقع القضاء إلى الشمال الشرقي من مدينة العمارة على مسافة 110 كم تقريبا حيث لا يبعد سوى 27 كم عن الحدود العراقية-الإيرانية حيث امتداد سلسلة جبال حمرين وتحديدا جبال بشتكو الوعرة كما انه يتوسط المسافة تماما بين بغداد والبصرة ويمر الطريق الرئيسي الرابط بين المحافظات الجنوبية (البصرة-عمارة-كوت)من الجانب الايسر منه، اما المدينة القديمة فهي تقع على الجهة اليمنى (الغربية) من نهر دجلة حالها حال المدن المجاورة اتخذت من نهر دجله درعا للوقاية من السيول الجارفه التي تنزل من جبال بشتكو القريبة والتي تجرف امامها ما تجده، فذهب الكثير من الرعاة واغنامهم لعدم تحسبهم من غدر هذا السيل الجارف (اما في الفترة الحالية فان معدل الأمطار انخفض كثيرا عن السنين الماضية ولا تكاد تلحظ تلك السيولة)، لهذا لم تتكون لا مدينة وحتى قريه بين الحدود العراقية-الايرانيه ونهر دجله، على الرغم من صعوبة المرور عبر الحدود.
اما مركز المدينة فانه يقع على انحناء دجله الكبير بالاتجاه الايسر ثم الأيمن ليستمر النهر بالانحدار تجاه الجنوب العراقي وهذا ما يلاحظ من خلال خارطه العراق، وتحد غابات من اشجار الغرب الذاتية النمو شمال المدينة ويطلق عليها غرب السيد يوسف ومن جنوبها وأيضا على نهر دجله هناك الغابة الأكبر الكثيفه ويطلق عليها غرب الامام على الغربي أو الذهيبات حيث اراضي هذه العشيرة تجاور هذا الغرب (الغابة الطبيعية)، تتمتع هذه البلدة بجو جميل في الصيف والشتاء مقارنه ببقية البلدات في الجنوب العراقي.
وتتكون البلدة من جزئيين الجزء الصغير الذي يقع على الجانب الايسر حيث يمر طريق بغداد – عمارة والجانب الأيمن وهو الجزء الرئيس للبلده فيتكون من محلتين الكبيرة الفخريه والأخرى القلعة يفصلهما سوق طويل مسقف بالبليت المضلع (جنكو) وعلى شكل رقم ثمانيه وبشكل انيق ومنظم هذا قبل الحريق الذي التهم السوق بكامله.
ضمت هذه البلدة بين جناحيها شاعر العرب الكبير محمد مهدي الجواهري في فترة الاربعينات والخمسينات حيث يمتلك اراضي واسعه هناك ومضخه كبيره للماء ولازلت تسمى المنطقة في شمال القضاء باسم (الجواهري) وهناك صدحت عقيرته وقال رائعته:(يا أم عوف عجيبات ليالينا).

## السكان
| السنة | عدد السكان |
| 1965  | 5706       |
| 1977  | 7099       |
| 1987  | 9452       |
| 1997  | 11553      |
| 2009  | 15575      |
| 2019  | 18710      |

سكن المدينة العراقيون القدماء بمختلف مشاربهم ومناحلهم منهم اليهود والصابئة وألاكراد الفيلية والعربستان و الدزفوليون(او بالعربي دسبوليون اصولهم من مدينة دزفول الايرانية) إضافة إلى القيائل والعشائرالعربية، يتحدثون بعدة لهجات منها العربية ولهجة قريبة من اللور (لغة فارسية-كردية).وهذا الخليط المتجانس من القوميات والاعراق أدى إلى بروز واقع علمي وثقافي وظهور شخصيات لامعة في مجتمع المدينة.
كما ان المنطقة هي معقل لعشائر بني لام وبني كعب وحليفاتها من عشائر كنانة وعتاب والدلفية وعشائر أخرى بالإضافة إلى عشائر السادة آل السيد نور السادة البخات السادة الموزان السادة الدنين السادة العلاق كما وان مدينة علي الغربي بنيت قبل مدينة العمارة وقد كانت ملتقى القوافل حيث ملتقى الطرق بين الكوت والحي والعمارة وجبال بشتكو
تعرضت هذه البلدة إلى هجوم شرس من قبل نظام البعث السابق أدى إلى تسفير ومصادرة اموال الكثير من أبناء هذه البلدة وعلى دفعتين الأولى سنة 1972 والثانية الأكبر عام 1980 أدى إلى تخلخل النظام الاجتماعي هناك فمن لم يشملهم التسفير فروا إلى مدن أخرى ليضيعوا انفسهم هناك من جرائم البعث الموجهة لهم

## تاريخ المدينة
قضاء علي الغربي تسكنه العشائر العربية واليهود والصابئة وزهرون كان الشخصية البارزة من الصابثة وكان هناك معبد لليهود يؤدون طقوسهم بكامل الحرية ويقع بالقرب من التلع سوق الكبير ولا زالت املاكهم وبساتينهم وقبور تلاشت في السنين القريبة ومنهم إبراهيم المنصور الذي يملك الكثير من الأراضي الزراعية وبستانه قائم لحد الآن اما الاكراد فيرجع تاريخ وجودهم إلى الثلاثينيات من القرن الماضي حيث كانو يعملون بالعطارة والحدادة وكان هناك الكثير أيضا من أهل السنة وكان لهم جامع ومؤذنه السيد وهيب قدوري وابتلعه الفيضان مثل باقي المساكن أيام فيضان دجلة وكان يسمى في العهد العثماني قصبة علي الغربي حسب المصادر العثمانية.

## أحياء مدينة علي الغربي

أحياء مدينة علي الغربي سنة 2019، يتوسطها نهر دجلة

| اسم الحي | مساحته | سكانه سنة 2019 |
| الصدر    |        | 4759           |
| الفخرية  |        | 3554           |
| البتول   |        | 2406           |
| القلعة   |        | 447            |
| الفاطمية |        | 1897           |
| الحسنين  |        | 1175           |
| الصادق   |        | 319            |
| الكرار   |        | 311            |
| الزهراء  |        | 1836           |
| الحكيم   |        | 267            |
| الأمير   |        | 1739           |
| المجموع  |        | 18710          |